# La Terrasse (Toulouse)
Pour les articles homonymes, voir La Terrasse.
La Terrasse est un quartier résidentiel de Toulouse, au sud-est du centre-ville, situé sur les hauteurs de la ville entre les quartiers de la Côte Pavée et de Montaudran.